# أرايتا

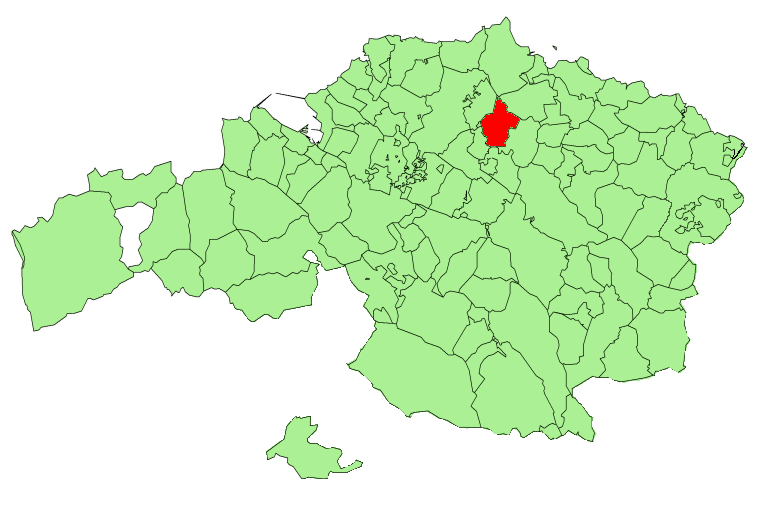
موقع البلدية في مقاطعة بيسكاي.

بلدية أرايتا (بالإسبانية: Arrieta) هي بلدية تقع في مقاطعة بيسكاي، التي تقع في منطقة الباسك شمالي إسبانيا.

## وصلات خارجية
- (بالإسبانية)